# Rafael Silveira
Pour les articles homonymes, voir Silveira.
 (mai 2017).
Rafael Silveira, né le 12 octobre 1978 à Paranaguá, est un artiste brésilien.

## Biographie
Il a commencé dans les années 80 la production de fanzines, magazines et BD indépendantes.
Depuis 1987 il vit à Curitiba.
À la mi-2000, son intérêt se tourne vers l'illustration. Son travail est distribué par quelques-uns des principaux magazines brésiliens comme Superinteressante, Bizz, VIP. Il remporte le prix Prêmio Abril de Jornalismo. Également illustré dans des campagnes de publicité, ainsi que dans le matériel promotionnel du Brésil et en Europe, beaucoup de ses travaux se sont vus attribués des prix (3 fois Prix Max Feffer Graphic Design, Annuaire RRF, Festival Lawn, Club Directeur artistique de New York...). 
Depuis 2004, il peint à l'huile.

### Son travail
- Si vous ne connaissez pas le sujet, laissez ce bandeau (vous pouvez alors contacter les auteurs).
- Si vous supprimez le contenu mis en cause (vous pouvez préalablement contacter les auteurs),

argumentez précisément cette suppression dans la page de discussion
(un manque de référence n'est pas un argument ; une recherche réelle de référence doit avoir été effectuée, être formellement documentée).
La peinture contemporaine de Rafael Silveira va au-delà des clichés de l'identité nationale brésilienne. Son travail reflète le rêve qui flotte entre le réel et le paysage avec des reflets déformés, révélant dans chaque tableau des dimensions parallèles qui inspirent un nouveau regard du quotidien,. Il pose aussi les questions superficielles et momentanées de la réalité brésilienne, l'artiste cherche l'intimité psychique de l'argument humain pour construire ses récits énigmatiques qu'il exprime à travers des concepts de métaphores insolites aussi profonds que étonnants.
Il propose un nouveau regard sur la réalité, le spectateur remet en question une perception énergique de l'exercice du changement qui porte sur la pensée et loin de la zone de confort, il établit de nouvelles possibilités. Ce qui était autrefois peu habituel, il devient malséant et provoquant.
Vivre entre la veille et le rêve est la façon dont l'artiste a trouvé un équilibre pour garder son esprit ouvert, en interaction avec la réalité locale sans perdre leur point de repère. Le résultat de cette collision culturelle, intemporel, a attiré l'attention et la reconnaissance des regards de différentes sociétés. Des villes comme Sao Paulo, New York, Londres et Milan ont reçu les expositions de l'artiste, et ses œuvres apparaissent dans le monde entier dans des collections privées et institutionnelles importantes, comme le Musée d'Art Moderne à Rio de Janeiro. Son travail apparaît dans les grandes publications internationales comme Juxtapoz, Hi-Fructose,  Hey!.

### Expositions personnelles
- Rafael Silveira - Circonjecturas, Musée Oscar-Niemeyer (pt), Curitiba, mai-août 2017[3].
- Rafael Silveira - Metaforamorfoses, Dorothy Circus Gallery, Rome, juin-juillet 2020[1],[4].

### Vie privée
Silveira est également musicien, membre du groupe Os Transtornados do Ritmo Antigo. Son groupe a emporté des prix, ainsi que des dizaines d'affiches et couvertures qui ont circulé par la scène indépendante, comme la couverture de l'album Estandarte groupe minier Skank, et l'affiche récente pour le festival Abril Pro Rock[réf. nécessaire]. 
Il est marié à l'artiste Flavia Itiberê, qui crée ses œuvres dans le domaine du design textile.